# Adolf Gerstenberg

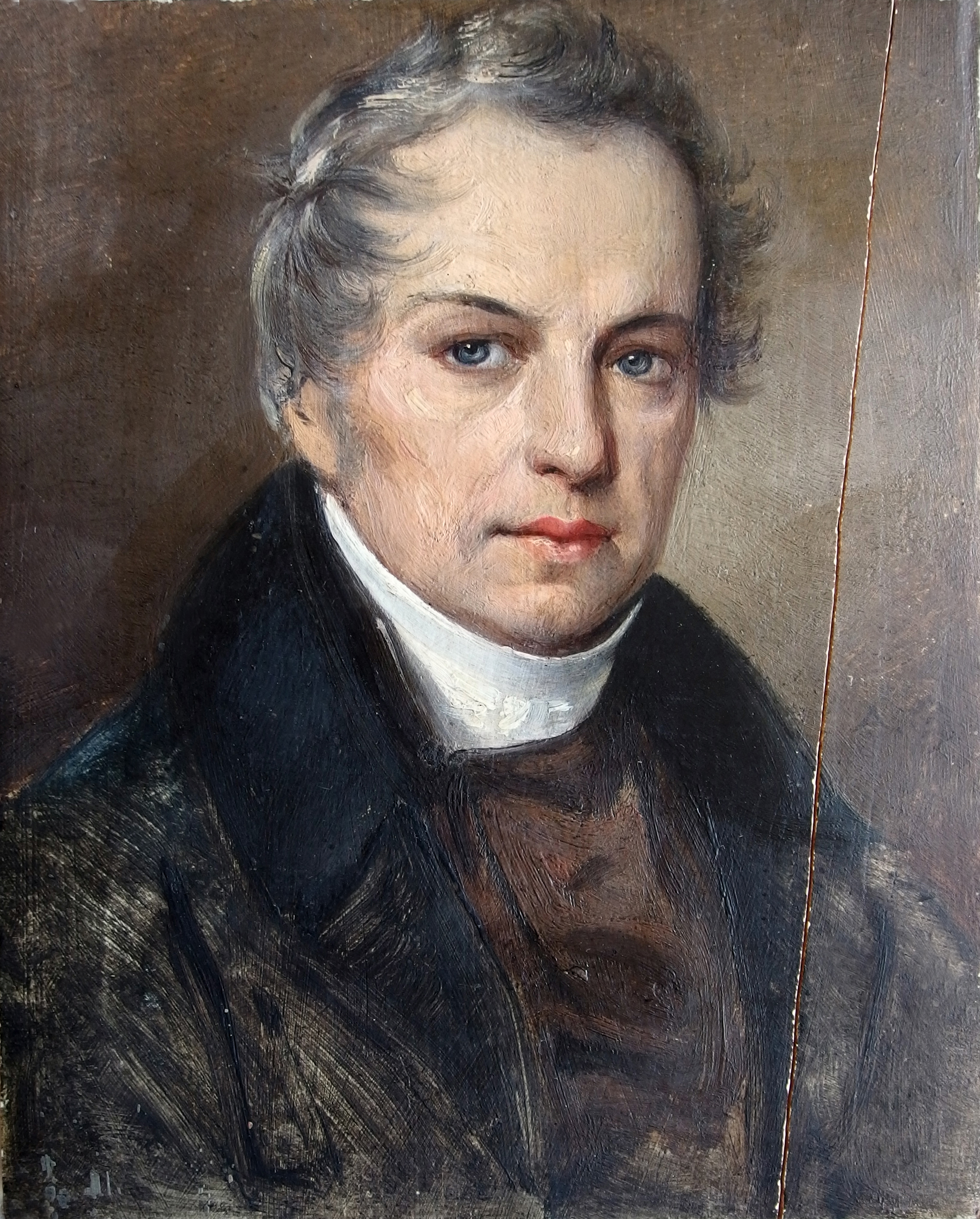
Adolf Gerstenberg, Miniatur von August Grahl

Carl Adolf Ferdinand Gerstenberg (* 3. Januar 1826 in Magdeburg; † 22. Januar 1896 in Berlin) war ein deutscher Architekt.

## Leben
Der Sohn eines Ziegeleibesitzers studierte 1847/1848 an der Berliner Bauakademie mit abschließender Bauführerprüfung. Bereits 1847 wurde er Mitglied des Architektenvereins, den er ab 1848, gemeinsam mit Gustav Möller, im Vorbereitungsausschuss für die Erarbeitung einer Berliner Bauordnung vertrat. 1851 begründete er gemeinsam mit Ludwig Scabell die Berliner Berufsfeuerwehr und war bis 1861 als Brandinspektor tätig. 1853 heiratete er die Kaufmannstochter Marie Lohde, mit der er vier Kinder hatte. Der Sohn Richard wurde ebenfalls Architekt und Regierungsbaumeister. 1858 legte Adolf Gerstenberg die Baumeisterprüfung ab. Von 1861 bis 1871 war er Stadtbaurat in Berlin und in dieser Position Vorgänger von Hermann Blankenstein. Danach arbeitete er als Privatarchitekt und Sachverständiger für Brandschäden und Hypothekenschätzungen in Berlin, außerdem war er zugleich Direktor der 1872 gegründeten Preußischen Baugesellschaft.
Gerstenberg war 1865 Gründungsmitglied des Vereins für die Geschichte Berlins.

## Bauten
Als Stadtbaurat zeichnete Gerstenberg für mehrere Schulbauten sowie für die 1. Städtische Turnhalle in der Prinzenstraße verantwortlich (nicht erhalten).
- 1856–1857: Gutshaus Tangermann in Belsdorf
- 1863: 22. Gemeindeschule in Berlin-Tiergarten, Kurfürstenstraße 53 (nur Teile erhalten)
- 1864–1865: 28. Gemeindeschule in Berlin-Kreuzberg, Wassertorstraße 4[2] (heute Volkshochschule Kreuzberg)
- 1865–1867: Sophien Realschule, Sophien-Gymnasium und Direktorialgebäude in Berlin-Mitte
- 1865–1868: Köllnisches Gymnasium in Berlin-Mitte
- 1867–1868: 27. und 44. Gemeindeschule, Berlin-Kreuzberg, Wilhelmstraße 116–117[3]
- 1863–1864 und 1867–1868: Gemeindeschule in Berlin-Kreuzberg, Oranienstraße 26 und Naunynstraße 63[4] (heute Blindenanstalt)
- um 1868: 32. Gemeindeschule in Berlin-Gesundbrunnen, Pankstraße 47 (heute Heimatmuseum)
- 1880–1883: St.-Johannis-Kirche in Sassnitz

## Schriften
- Die Gemeindeschulen der Stadt Berlin. In: Zeitschrift für Bauwesen, Jahrgang XIX., Heft XI., II. Bauwissenschaftliche Mitteilungen, Ernst und Sohn, Berlin 1869, Sp. 489–518. Mit zahlreichen Abbildungen.

- Die vereinigten Schulanstalten des Sophien-Gymnasiums und der Realschule in der Weinmeister- und Stein-Strasse zu Berlin. In: Zeitschrift für Bauwesen. Nr. 11, 1870, Sp. 463–466 (zlb.de).